# Junkfood

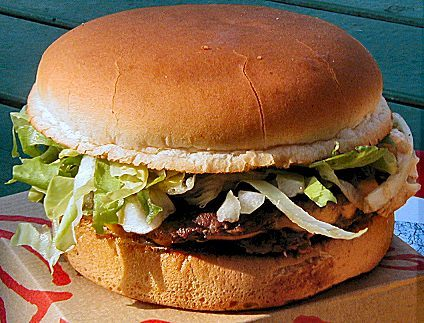
Der Hamburger gilt als typisches Junkfood

Der Anglizismus Junkfood (Aussprache: [ˈd͡ʒaŋkˌfuːd] ; amerikanisches Englisch junk food, von englisch junk, „Abfall“, „Mist“, „minderwertiges Material“) steht für energiereiche Nahrung mit einem ungesund hohen Anteil von salzhaltigen, zuckerhaltigen oder fetthaltigen Inhaltsstoffen als typische Fehlernährung.

## Allgemeines
Junkfood ist ein polemischer Begriff mit negativer Konnotation für als minderwertig oder ungesund eingestufte Lebensmittel. Junkfood gehört zur Fehlernährung wie der übermäßige Verzehr von Fertiggerichten, Fastfood-, und Street-Food-Gerichten (Garküchen). Es handelt sich um ernährungsphysiologisch minderwertige, industriell hergestellte Lebensmittel, die – wegen der starken Verarbeitung, Erhitzung und Überlagerung oft Zusatzstoffe wie chemische Konservierungsmittel, künstliche Ersatz-Aromastoffe, Farbstoffe oder Geschmacksstoffe enthalten. Auch die Zubereitung durch unqualifiziertes Personal in Imbissbuden erfüllt die Merkmale für Junkfood.
Der Begriff soll eine Nahrung umschreiben, die arm an Nährstoffen und Ballaststoffen sowie reich an Nahrungsenergie ist und oft als Wertung für Fast Food verwendet wird.

## Geschichte
Als erstes kommerziell hergestelltes Junkfood gilt das 1896 in den USA auf den Markt gekommene Cracker Jack, das mit dem Slogan „je mehr Du isst, umso mehr brauchst Du“ beworben wurde. Das Merriam-Webster Dictionary enthielt bereits 1960 einen Eintrag für junk food mit der Definition als Nahrung mit hohem physiologischem Brennwert, aber geringem Nährstoffgehalt (englisch food that is high in calories but low in nutritional content). Als eine der ältesten Quellen für die Verwendung des Wortes „Junk“ für Fastfood gilt ein Artikel des Time Magazin vom 18. Dezember 1972. Darin war noch nicht explizit von Junkfood die Rede. Das war erst in einem Artikel der Washington Post vom 9. März 1973 der Fall.
Es gibt auch Einzelpersonen, die als Schöpfer dieses Begriffs in Frage kommen, darunter 1971 die Gastro-Kritikerin Gael Green vom New York Magazine und 1972 der ehemalige Direktor des Center for Science in the Public Interest, Michael Jacobson. Green schrieb, ihr Respekt für den Ruhm der französischen Küche sei unübertroffen, „doch ich bin ein Narr in Sachen Junk food“. Popularisiert wurde der Ausdruck durch das Lied Junk Food Junkie von Larry Groce nach der Veröffentlichung im Januar 1976. Hierin verdammt er seine Schwäche für Tacos, Ho Hos, Ding Dongs oder Moon pies.

## Ernährungswissenschaftliche Bewertung

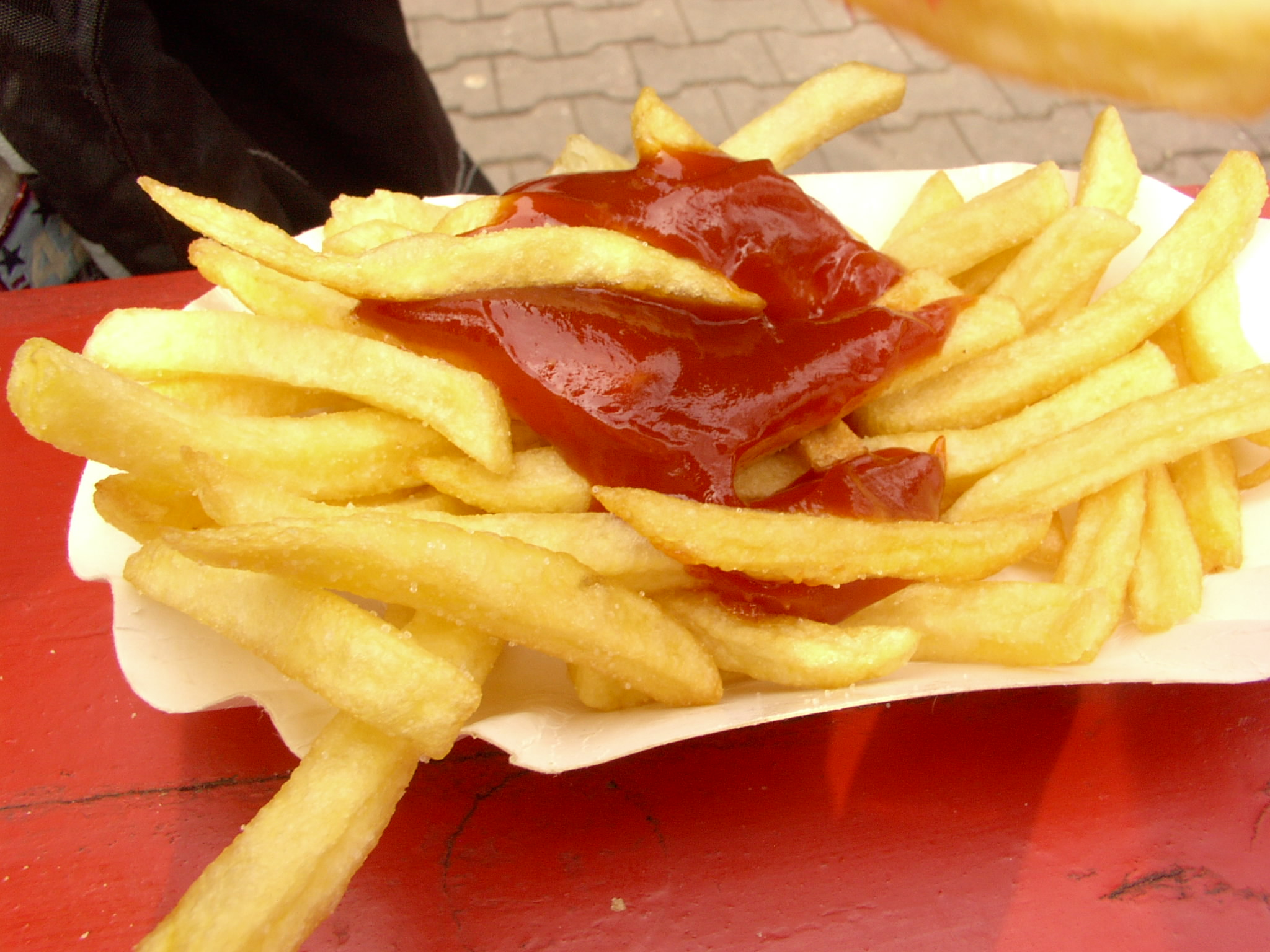
Pommes frites mit Ketchup

Eine Voraussetzung für die Einstufung als Junkfood ist die Herstellung der Ausgangsprodukte bzw. der Speisen in Massenproduktion wie bei Currywurst, Döner, Hamburger, Hotdogs, Kartoffelchips, Nachos, Pizza, Pommes frites, Taco oder Popcorn. Je nach Zubereitung kann ein hoher Anteil an trans-Fettsäuren enthalten sein, die zu einer Erhöhung von LDL-Cholesterin im menschlichen Körper führen und auch das Risiko von Herzerkrankungen steigern können. Auch Getränke wie Cola, Limonade oder Energydrinks gehören in diese Kategorie. Beispielsweise enthält eine 12 oz (340 Gramm) Getränkedose „Coke“ 40,5 Gramm Zucker (das sind 12 Stück Würfelzucker) mit ca. 606 kJ (145 kcal) an Nahrungsenergie. Die gleiche Menge Red Bull enthält 37 Gramm Kohlenhydrate mit ca. 640 kJ (153 kcal).
Der Fettanteil z. B. von Pommes richtet sich nach der Zubereitung. Wird zu niedrig temperiertes Fett verwendet, erhöht sich der Fettgehalt. Hinzu kommen fettreiche Saucen wie Mayonnaise. McDonald’s gibt für seine Pommes frites einen Fettgehalt von 15 Prozent, Burger King von 16 Prozent an.
Die Kombination aus hohem Zucker- und niedrigem Ballaststoffgehalt erhöht den Blutzuckerspiegel nach der Einnahme von Junkfood, danach wird der Blutzuckerspiegel rasant sinken. Die Folge sind Heißhunger, Müdigkeit und Gewichtszunahme. Zudem verlangsamt Junkfood kurzfristig den Stoffwechsel, stört die Verdauung und mindert das Sättigungsgefühl trotz übermäßiger Zufuhr an Nahrungsenergie. Langfristige Folgen sind Übergewicht, Diabetes mellitus, erhöhter Blutdruck, verengte Blutgefäße und erhöhtes Risiko für Herzinfarkt und Schlaganfall. In der Ernährungswissenschaft sind Junkfood Speisen und Getränke, die ein hohes Maß an Energie bei verhältnismäßig geringer Nährstoffdichte liefern. Sie enthalten „leere Kalorien“ (vor allem in Form von Zucker und Fett), kaum Vitamine und Mineralstoffe.
Beispiele für Speisen, jeweils bezogen auf 100 Gramm:
| Speise        | wesentliche Bestandteile                                       | Kohlenhydrate                | Eiweißgehalt | Fettgehalt | Kalorien |
| ------------- | -------------------------------------------------------------- | ---------------------------- | ------------ | ---------- | -------- |
| Pommes frites | frittierte Kartoffeln                                          | ca. 41 Gramm mit ca. 1304 kJ | 5–8 g        | 15–17 g    | 312 kcal |
| Hamburger     | Hacksteak, Käse, Weißbrot                                      | ca. 24 Gramm mit 1233 kJ     | 14–28 g      | 14–59 g    | 295 kcal |
| Pizza         | Weißmehl, Tomatensauce, Analogkäse, Salami oder andere Zutaten | ca. 33 Gramm mit ca. 1112 kJ | 6–57 g       | 10–33 g    | 266 kcal |
| Currywurst    | Brat- oder Brühwurst, Ketchup                                  | ca. 5 Gramm, ca. 1024 kJ     | 13–19 g      | 17–26 g    | 245 kcal |
| Döner         | Kalb-, Rind- oder Geflügelfleisch und Soße                     | ca. 17 Gramm mit 908 kJ      | 11–65 g      | 5–72 g     | 217 kcal |

Die hiermit meist verbundenen Ketchup- und/oder Mayonnaisesaucen erhöhen den Kaloriengehalt.